# プロジェクト・フラ
プロジェクト・フラ（英語: Project Hula）は、太平洋戦争末期、ソ連対日参戦に備えてアメリカ合衆国（米国）とソビエト連邦（ソ連）とが合同で実施した極秘軍事作戦である。

## 概要
1945年5月から9月にわたって、米国はソ連に対し掃海艇55隻・上陸用舟艇30隻・護衛艦(タコマ級フリゲート)28隻など計149隻の艦船を無償貸与。この時期、アラスカ準州コールドベイのアメリカ軍（米軍）基地に米軍スタッフ約1500人が常駐、ソ連兵約12000人が集められ艦船やレーダーなどの習熟訓練が施された。
1943年に建造された哨戒フリゲートのアレンタウンの場合、1945年4月7日この作戦に投入されることになり、6月7日コールドベイに向かった。7月12日レンドリース法によりソ連海軍に引き渡され、ЭК-9（エーカー・ジェーヴィチ）と命名された。
貸与された艦船は樺太南部や千島列島への侵攻で使用された。
国際ジャーナリストの高橋浩祐は、「このプロジェクト・フラは日本の近現代史に多大な影響を与えてきた重要な史実だ。しかし、戦後長らく歴史に埋もれてきたためか、日本では今もよく知られていない」「難局に対する処方箋（しょほうせん）は歴史だ。にもかかわらず、プロジェクト・フラという史実は日本であまり知られてこなかった。インテリジェンスの情報収集や分析判断を含め、日本という国家のあり方を、今もなお改めて問うているように思えて仕方がない」と指摘している。
また、高橋氏は「（プロジェクト・フラから）77年後の2022年5月、今度はロシア侵攻を受けるウクライナ支援のためにレンドリース法が発効した。かつては米国がソ連に勝ってもらおうとして施したことが、今度はその継承国のロシアを勝たせないために適用されている。まさに歴史の皮肉だ」と指摘している。
ジャーナリストの粟野仁雄は、「事実は北海道新聞の報道後、釧路新聞と根室新聞が報じたが、全国紙は無視した。(中略)現代史の中で語られる出来事は、今の政治に直結しているケースが多いため、こうしたことは多い。日露首脳会談のときだけ賑やかになる北方領土問題も、その実、4島をめぐる現代史の根本事実すら国民には知らされていない」と発言している。